# United World Wrestling

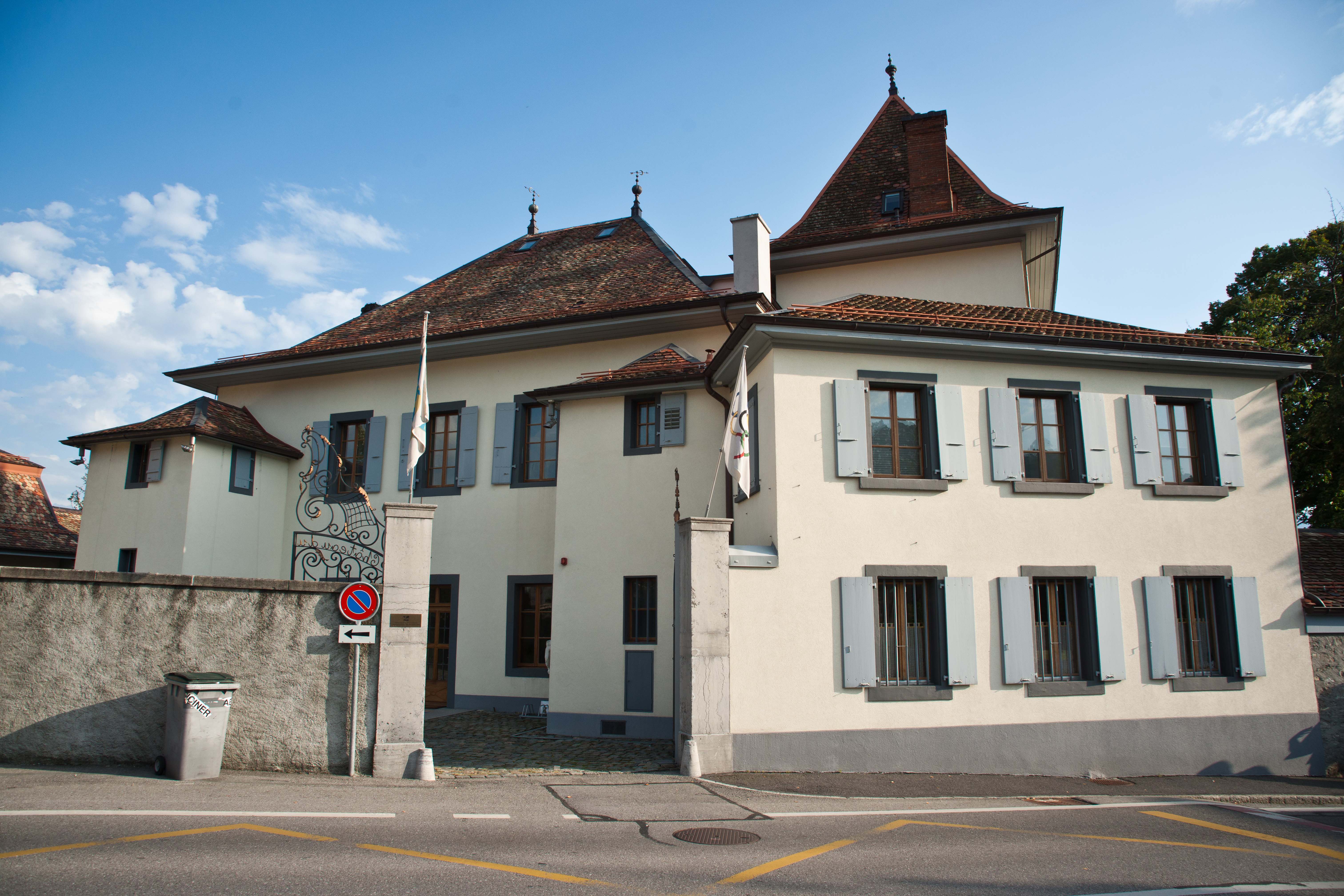
Sede de United World Wrestling en Corsier-sur-Vevey (Suiza)

United World Wrestling (UWW) –hasta 2014, Federación Internacional de Luchas Asociadas (FILA)– es el organismo que dirige la lucha deportiva a nivel internacional, por lo que es encargado de celebrar periódicamente competiciones y eventos en cada una de sus disciplinas.
Fue fundada en 1912 en Estocolmo como la Unión Internacional de Luchadores y tiene desde 1991 su sede en la localidad de Corsier-sur-Vevey (Suiza). Desde el año 2013, el presidente es Nenad Lalović de Serbia.

## Historia
- 1912: fundación de la Unión Internacional de Luchadores en Estocolmo el 23 de julio.

- 1913: la Unión Internacional de Luchadores pasa a llamarse Unión Internacional de Atletismo Pesado (en inglés, International Union of Heavy Athletics, IUHA) y se encarga de controlar los deportes de lucha grecorromana, boxeo, halterofilia y lanzamiento de peso.

- 1921: Disolución de la IUHA y creación de organismos independientes para cada deporte, el organismo regidor de la lucha deportiva es la Federación Internacional de Lucha Aficionada (FILA; en inglés, International Amateur Wrestling Federation, IAWF)

- 1994: Con la incorporación de nuevos estilos de lucha, la FILA pasa a llamarse Federación Internacional de Luchas Asociadas.

- 2014: La FILA cambia su nombre por el de United World Wrestling.[1]

## Disciplinas
Actualmente United World Wrestling tiene a su cargo las siguientes disciplinas:
- Estilos olímpicos
  - Lucha grecorromana
  - Lucha libre masculina
  - Lucha libre femenina
- Estilos asociados
  - Lucha de playa
  - Grappling
  - Pancracio
  - Luchas tradicionales (lucha celta, alysh o lucha de cinturón, kurash, lucha pahlavani)

## Eventos
Los principales eventos competitivos que United World Wrestling organiza periódicamente son:
- Lucha en los Juegos Olímpicos (conjuntamente con el COI)
- Campeonato Mundial de Lucha
- Copa Mundial de Lucha
- Campeonato Mundial Juvenil de Lucha

## Organización
La estructura jerárquica de la federación está conformada por el presidente y los vicepresidentes, el Congreso (efectuado cada dos años), el Comité Ejecutivo, el Consejo y los Comités Técnicos.

### Presidentes
| N.º | Periodo     | Nombre             | País       |
| --- | ----------- | ------------------ | ---------- |
| 1   | 1912 – 1921 | Péter Tatits       | Hungría    |
| 2   | 1921 – 1924 | Einar Råberg       | Suecia     |
| 3   | 1924 – 1929 | Alfred Brüll       | Hungría    |
| 4   | 1929 – 1952 | Viktor Smeds       | Finlandia  |
| 5   | 1952 – 1971 | Roger Coulon       | Francia    |
| 6   | 1972 – 2002 | Milan Ercegan      | Yugoslavia |
| 7   | 2002 – 2013 | Raphaël Martinetti | Suiza      |
| 8   | 2013 –      | Nenad Lalović      | Serbia     |

### Federaciones continentales
La  Lucha Unida Mundial, UWW, cuenta en 2016 con la afiliación de 176 federaciones nacionales repartidas en cinco organismos continentales:
| Nombre                                   | Siglas | Sede                    | N.º fed. | Pág. web |
| ---------------------------------------- | ------ | ----------------------- | -------- | -------- |
| Comité Africano de Luchas Asociadas      | (CALA) | Casablanca ( Marruecos) | 46       | —        |
| Consejo Panamericano de Luchas Asociadas | (CPLA) | Guatemala ( Guatemala)  | 30       |          |
| Comité Asiático de Luchas Asociadas      | (AAWC) | Seúl ( Corea del Sur)   | 38       | —        |
| Comité Europeo de Luchas Asociadas       | (CELA) | Sofía ( Bulgaria)       | 47       |          |
| Comité de Oceanía de Luchas Asociadas    | (COLA) | —                       | 15       | —        |

### Federaciones nacionales
| África (CALA) | América (CPLA) | Asia (AAWC) | Europa (CELA) | Oceanía COLA |
| --- | --- | --- | --- | --- |
| Argelia · Angola · Benín · Burkina Faso · Camerún · República Centroafricana · Chad · Comoras · República del Congo · República Democrática del Congo · Costa de Marfil · Egipto · Gabón · Gambia · Guinea · Guinea-Bisáu · Kenia · Liberia · Madagascar · Mali · Marruecos · Mauricio · Mauritania · Namibia · Níger · Nigeria · Santo Tomé y Príncipe · Senegal · Sierra Leona · Somalia · Sudáfrica · Sudán · Tanzania · Togo · Túnez · Uganda · Zimbabue | Argentina () · Bahamas · Barbados · Bolivia · Brasil · Canadá · Chile · Colombia · Costa Rica · Cuba · El Salvador () · Ecuador · Estados Unidos () · Guatemala · Haití · Honduras · Islas Caimán · Islas Vírgenes de los Estados Unidos · Jamaica · México () · Nicaragua · Panamá · Paraguay · Perú · Puerto Rico · República Dominicana · San Vicente y las Granadinas · Surinam · Uruguay · Venezuela | Afganistán · Arabia Saudita · Bangladés · Camboya · China · Corea del Sur · Corea del Norte · Emiratos Árabes Unidos · Filipinas · India · Indonesia · Irán · Irak · Japón · Jordania · Kazajistán · Kirguistán · Laos · Líbano · Malasia · Mongolia · Nepal · Pakistán · Palestina · Catar · Sri Lanka · Siria · Tailandia · China Taipéi · Tayikistán · Turkmenistán · Uzbekistán · Vietnam · Yemen | Albania · Alemania · Armenia · Austria · Azerbaiyán · Bélgica · Bielorrusia · Bosnia y Herzegovina · Bulgaria · Chipre · Croacia · Dinamarca · Eslovaquia · Eslovenia · España () · Estonia · Finlandia · Francia · Georgia · Grecia · Hungría · Irlanda · Islandia · Israel · Italia · Letonia · Lituania · Luxemburgo · Macedonia del Norte · Malta · Moldavia · Montenegro · Noruega · Países Bajos · Polonia · Portugal · Reino Unido · República Checa · Rumania · Rusia · San Marino · Serbia · Suecia · Suiza · Turquía · Ucrania | Australia · Guam · Kiribati · Islas Marianas del Norte · Islas Marshall · Micronesia · Nauru · Nueva Zelanda · Palaos · Islas Salomón · Samoa · Samoa Americana · Tonga |